# Heumen
Heumen – miasto i gmina w prowincji Geldria w Holandii. W 2014 roku populacja wyniosła 16 342 mieszkańców. 
Przez gminę przechodzi A73 oraz drogi prowincjonalne N271 i N844.

## Miejscowości
- Malden - stolica (11 625 mieszk.)
- Molenhoek - fragment (7830 mieszk.)
- Nederasselt (740)
- Overasselt (3340)
- Heumen

### Przysiółki
Blankenberg · Ewijk · Heath · Molenhoek · Skarb Pit · Schoonenburg · Sled Burg · Valenberg · Vogelzang · Worsum

## Galeria

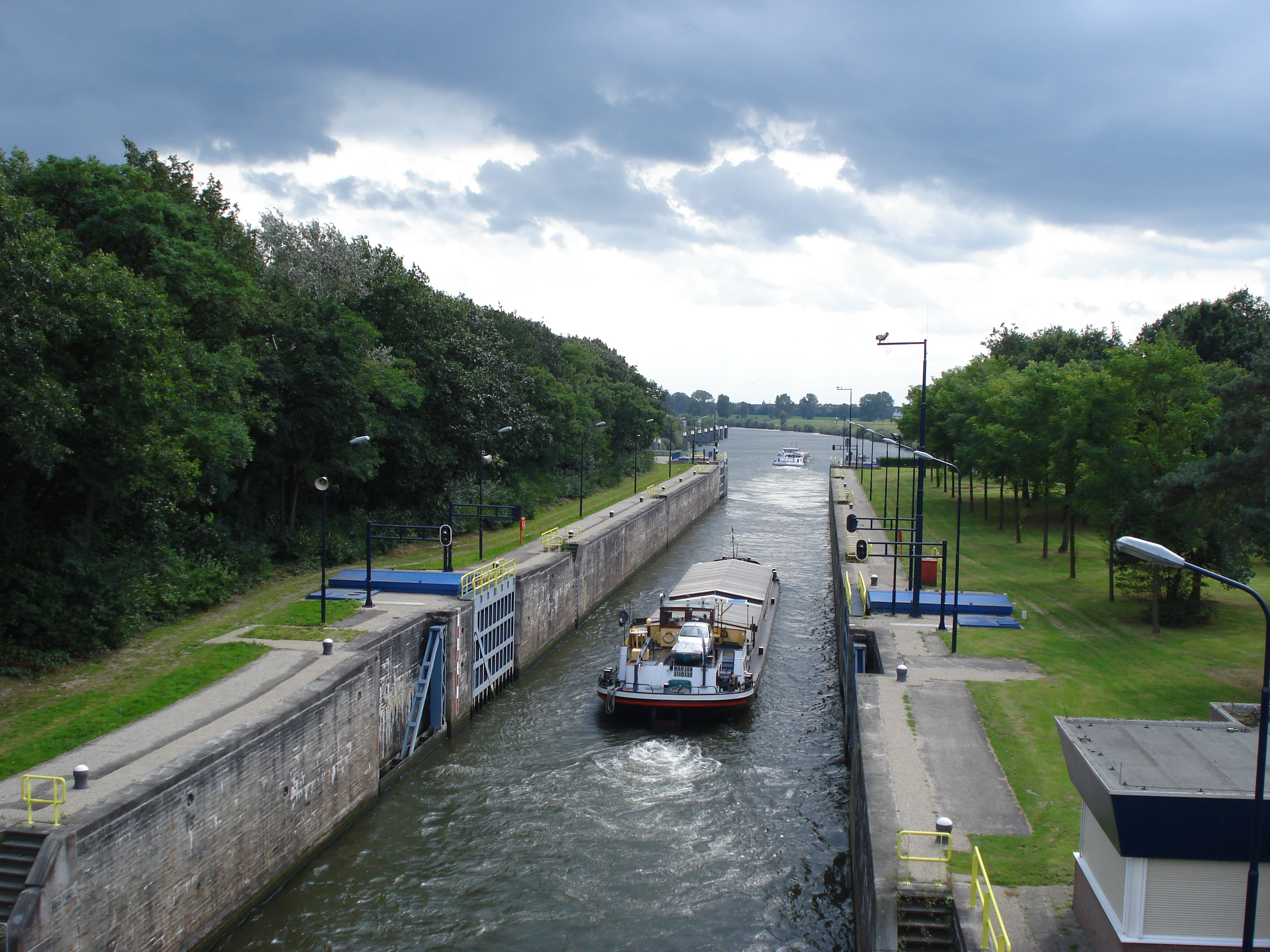
Maas-Waalkanaal
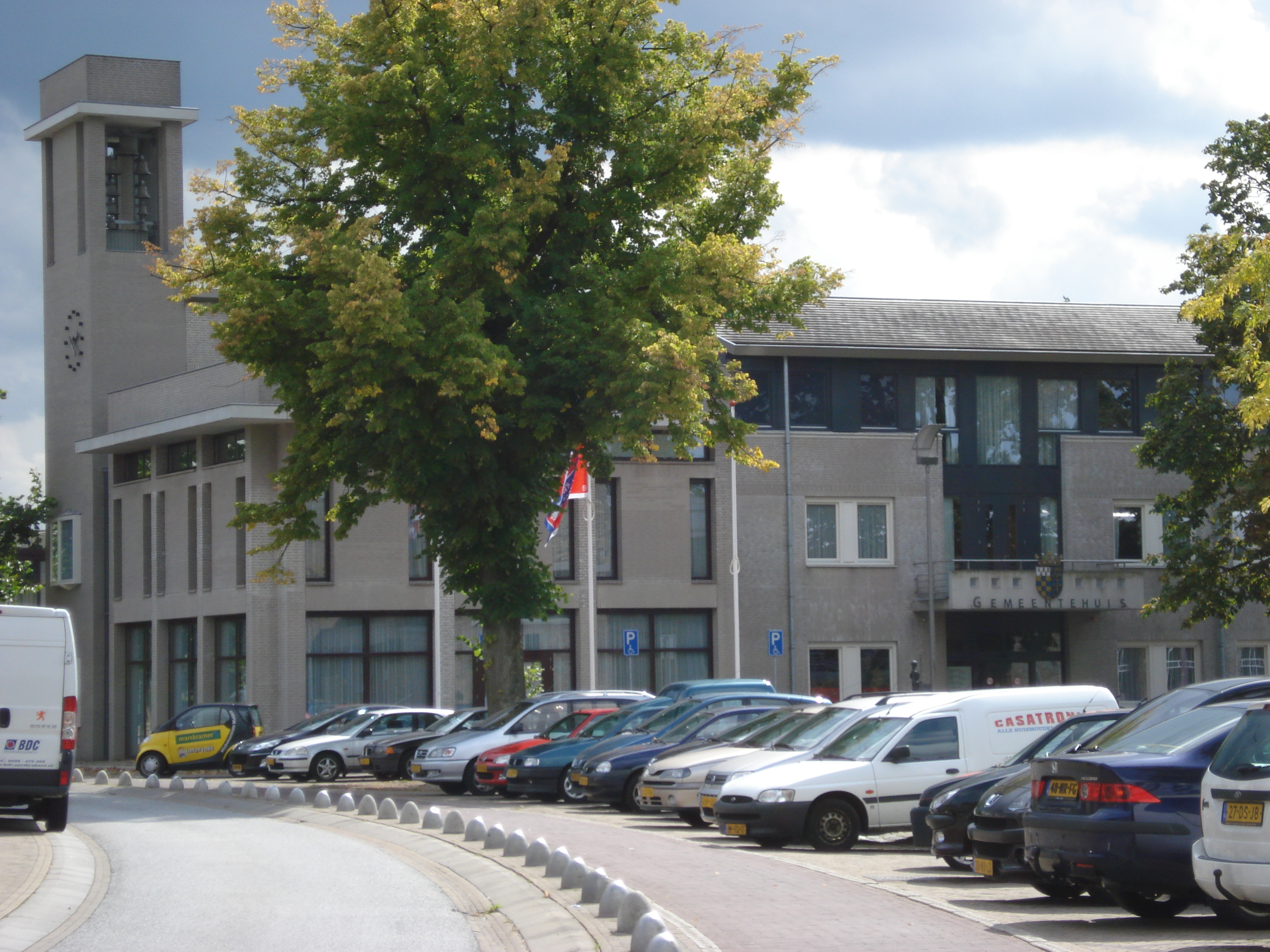
Malden, ratusz gminy
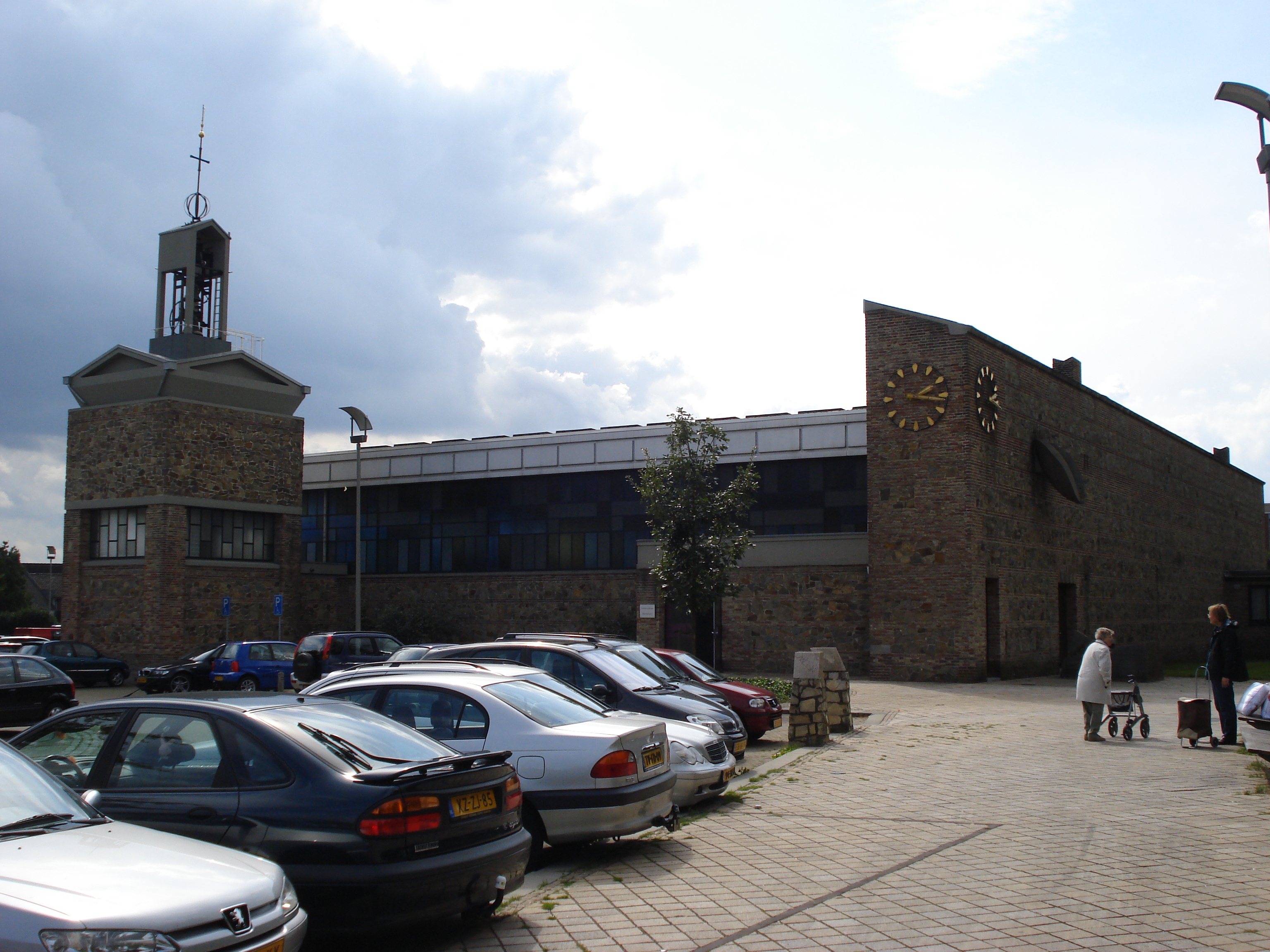
Malden, kościół
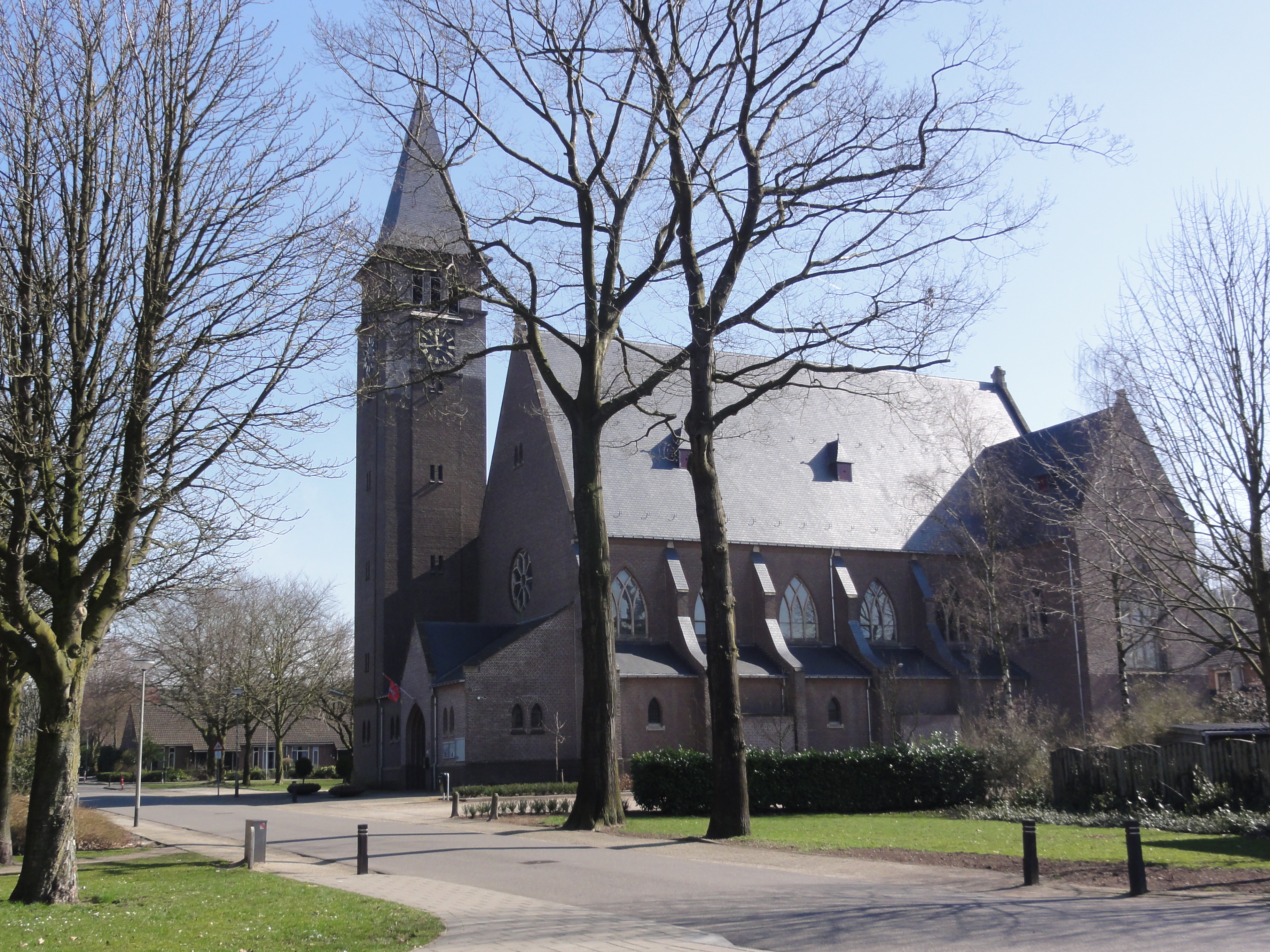
Molenhoek, kościół
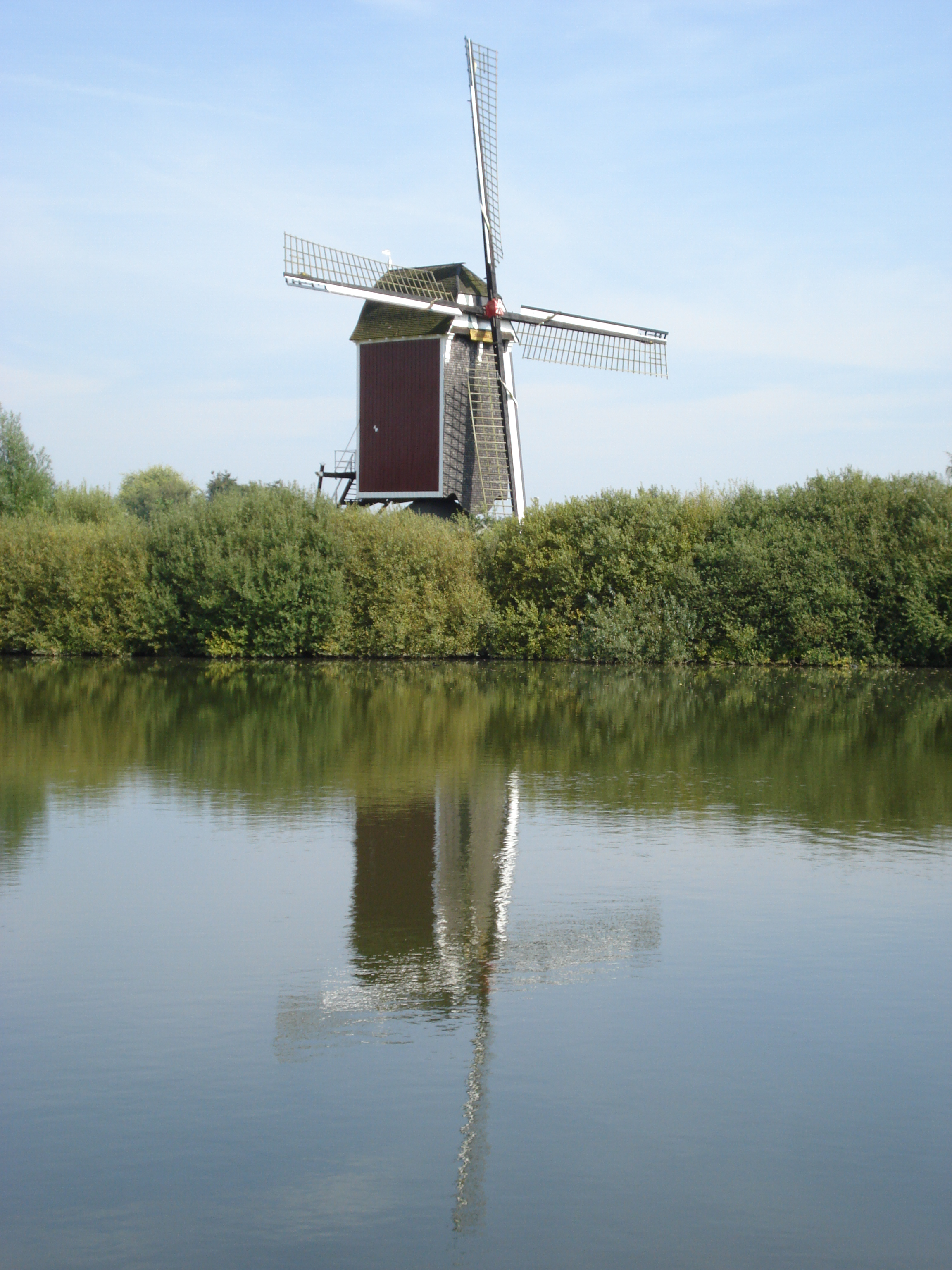
Nederasselt, młyn De Massmolen
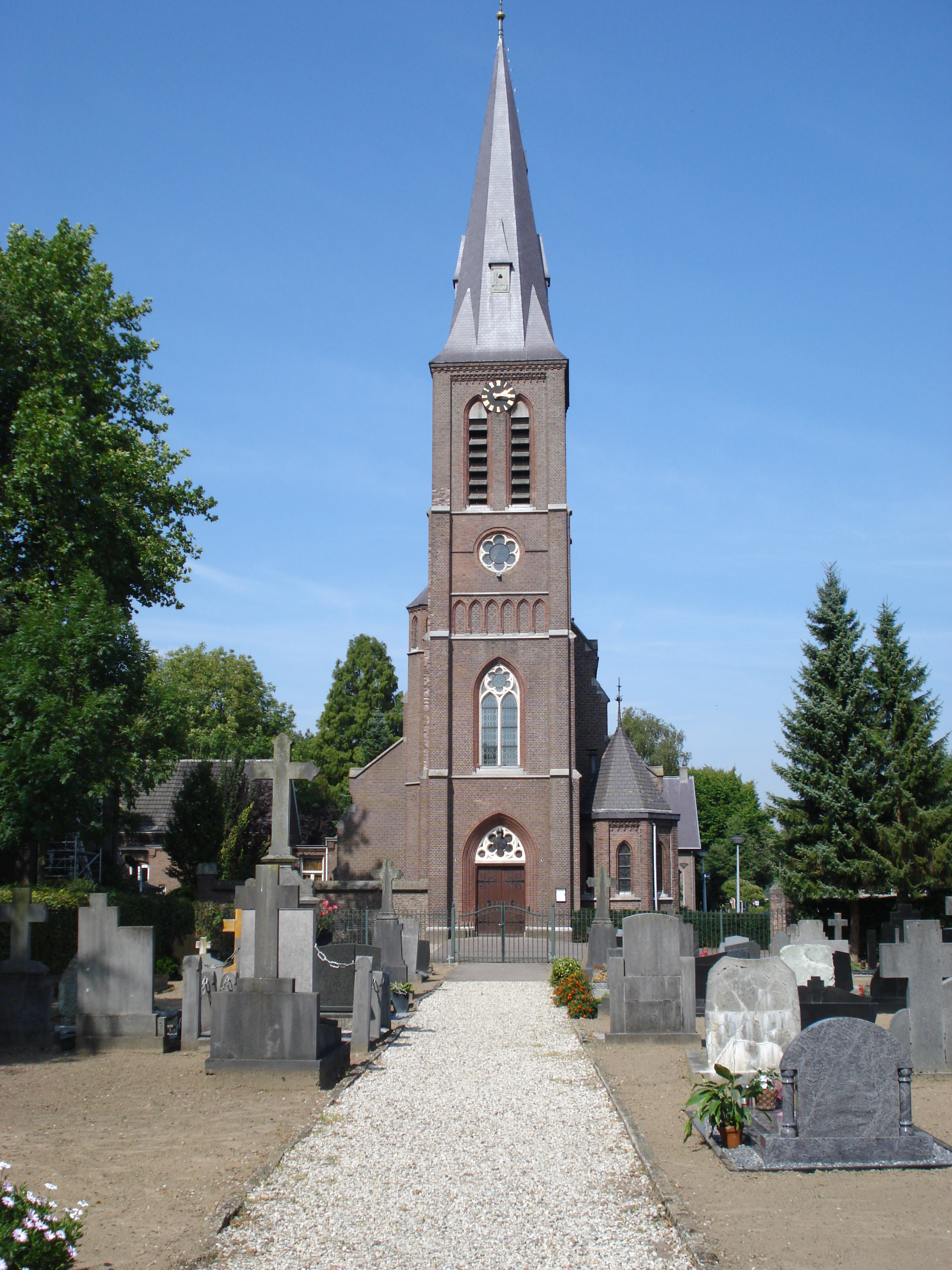
Nederasselt, kościół
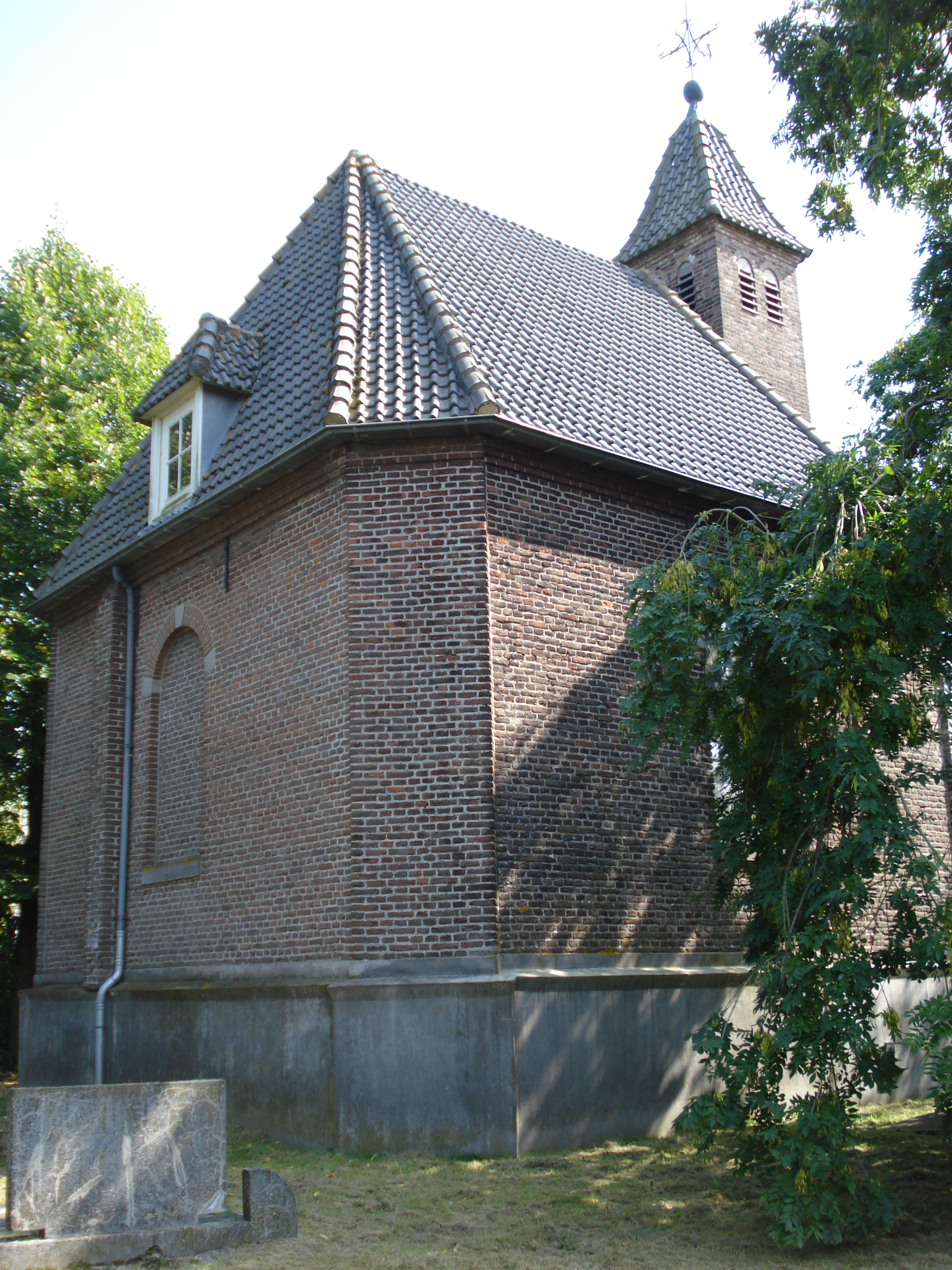
Nederasselt, dawny kościół ewangelicki
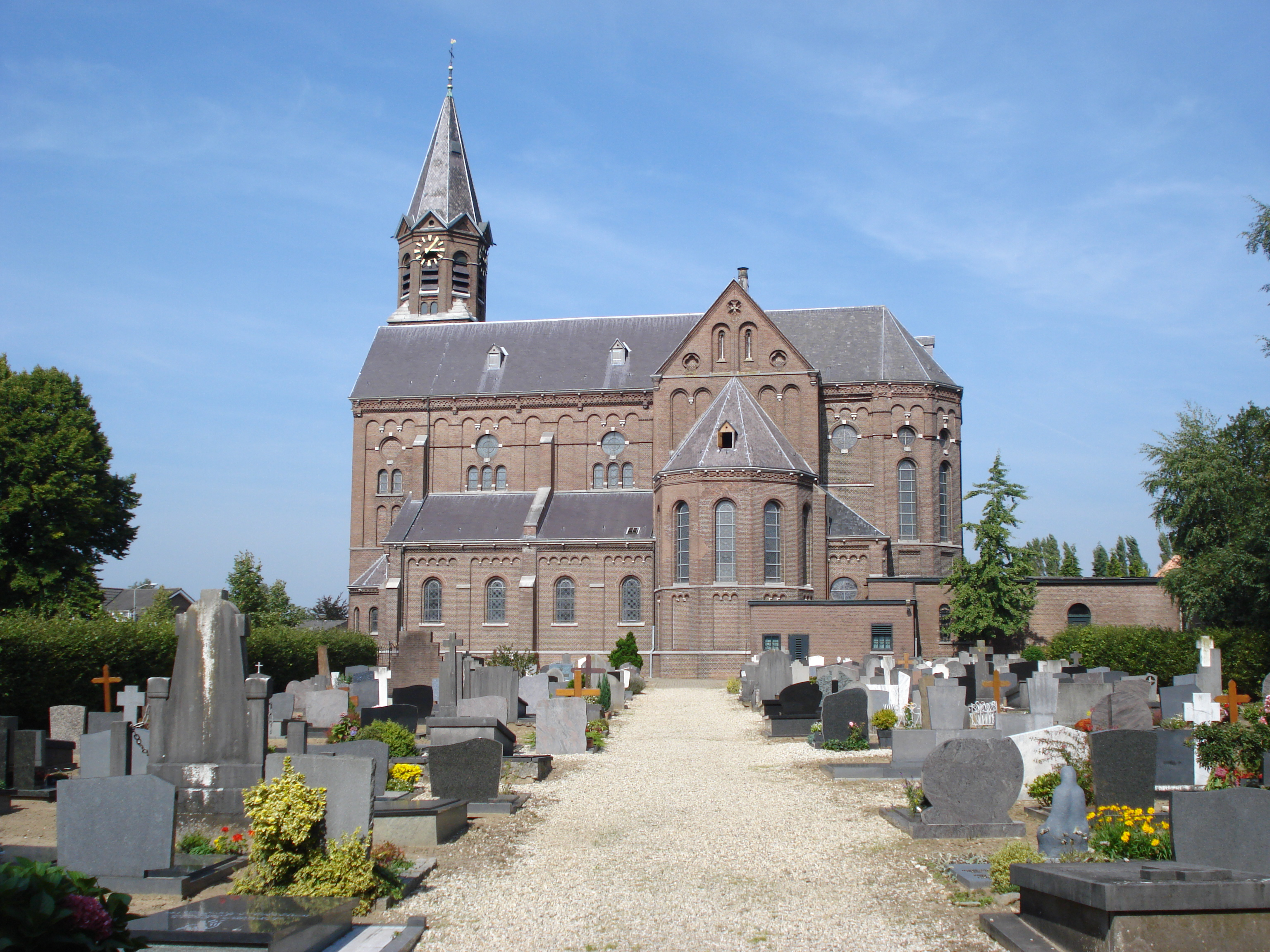
Overassely, bazylika św. Antoniego
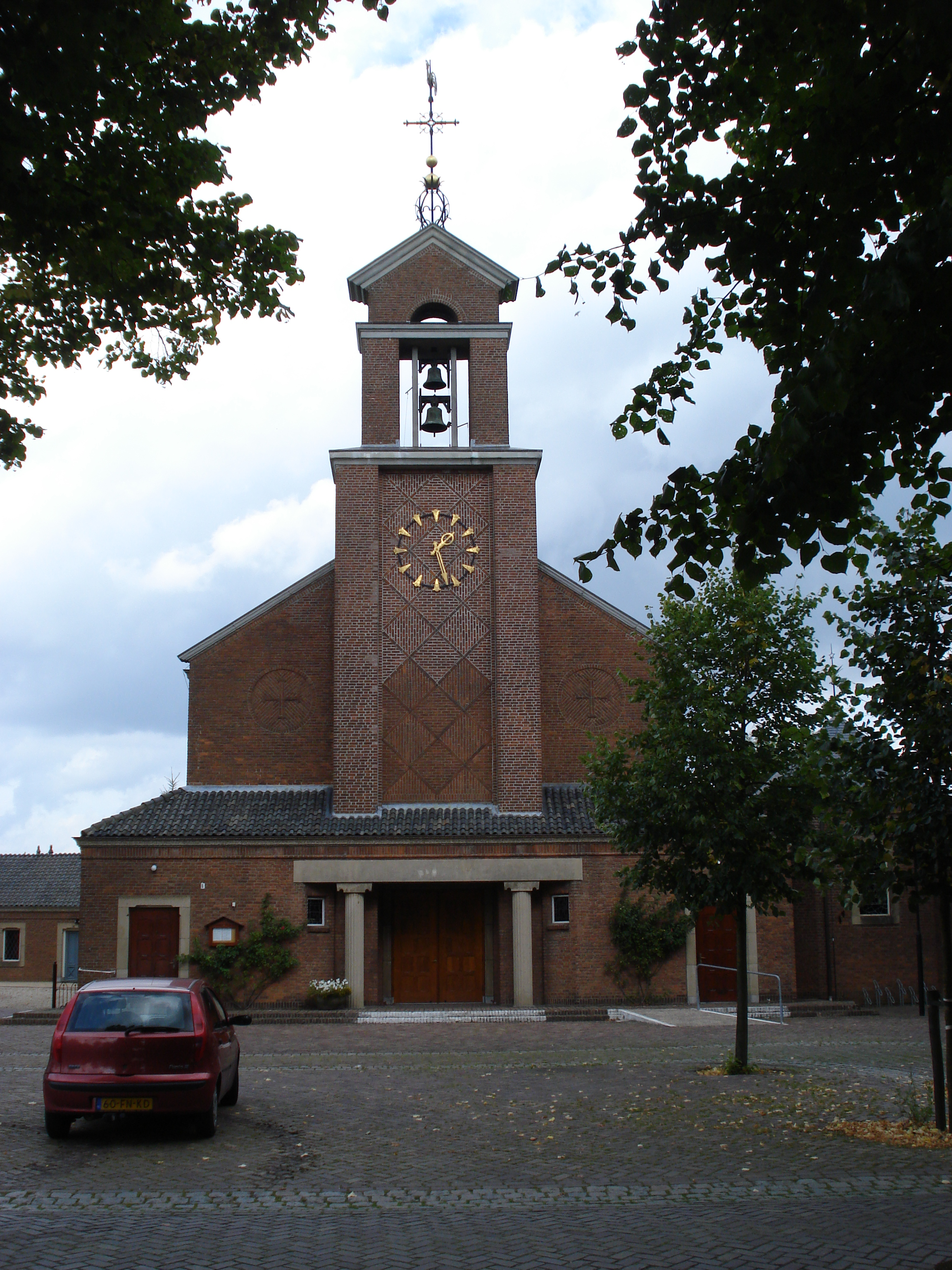
Heumen, kościół katolicki
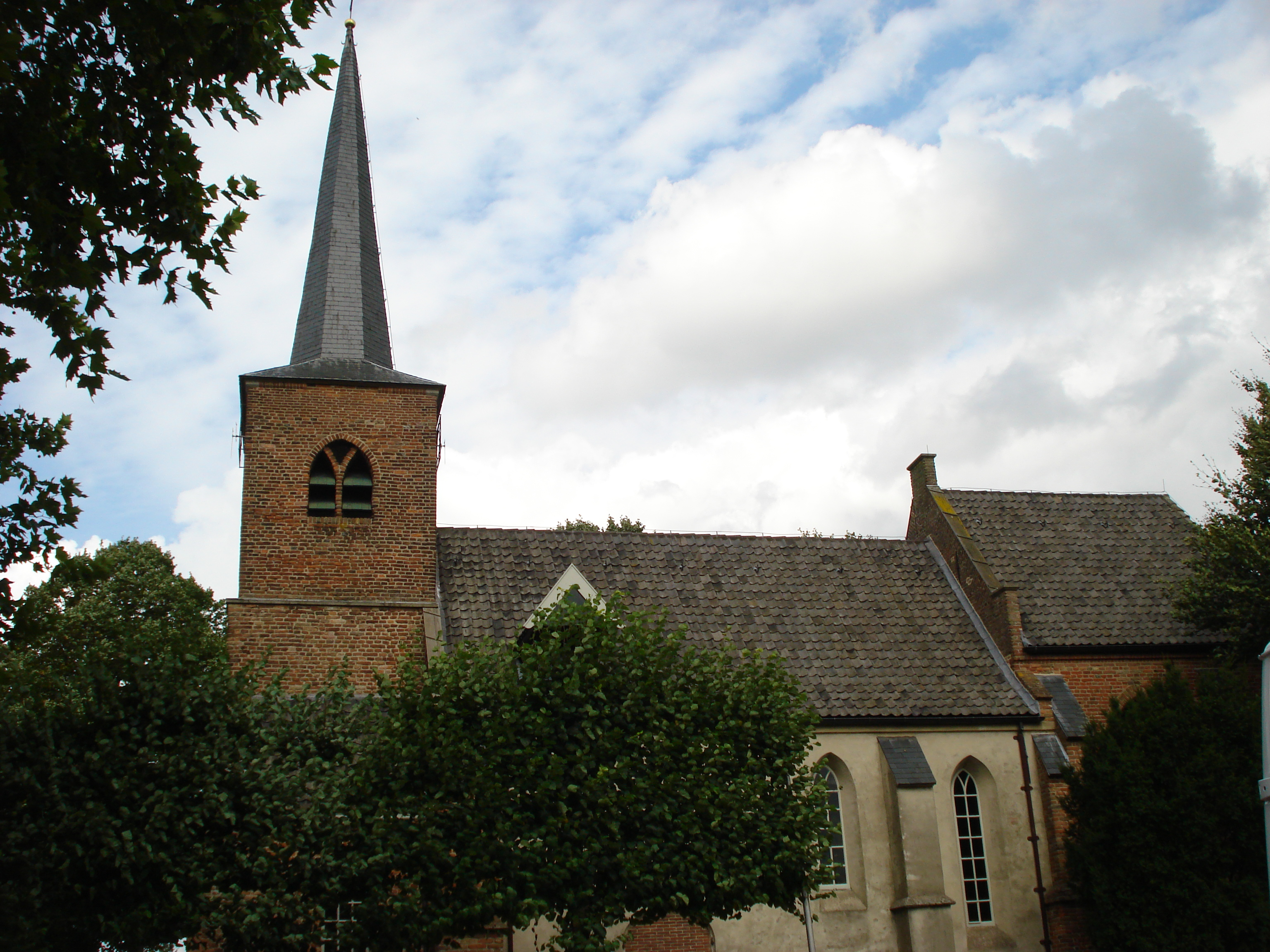
Heumen, kościół ewangelicki